# 棚橋真典
棚橋 真典（たなはし まさのり、1971年7月27日 - )は、 中京圏を拠点に活動する俳優、ナレーター 。
巣山プロダクション所属。劇団サラダ主宰。
劇団では"ティナ棚橋"名義で活動している
。

## 出演

### テレビ
- ニュースONE（東海テレビ） - 平日ナレーション[2]
- 連続テレビ小説 エール 6話（2020年、NHK総合）[3]
- 東海 ドまんなか!（2022年4月 - 、NHK名古屋） - ナレーション [4]
- SKE48 真夜中のウナギたち（2025年4月14日 - 、テレビ愛知） - ナレーション） [4]

### テレビドラマ
- 新キッズ・ウォー [4]（2005年 - 2006年、CBCテレビ）
- 鉄の骨[4]（2010年7月3日 - 31日、NHK名古屋）

### ラジオドラマ
- 青春アドベンチャー（NHK-FM）
  - 「有頂天家族」（2008年11月3日 - 14日）[5]
  - 「機械仕掛けの愛」[2]（2014年2月17日 - 21日）
  - 「秘密の花園」[2]（2014年2月24日 - 28日）
  - 「アゴラ６９ ～僕らの詩（うた）～」（2021年4月5日 - 16日）[6] - 佐藤 役
- FMシアター（NHK-FM）
  - 「人らしく、生きられるように」（2010年5月29日）[7]
  - 「いよう」[2]（2013年6月22日）
  - 「金魚の恋、五十五年の夢」[2]（2014年3月15日）
  - 「しぶとい連中」[2]（2014年11月15日）
  - 「唄娘」[2]（2017年3月4日）
  - 「あいちちゃんは幻」[2]（2016年1月30日）

### ラジオ
- 夜はこれから（2002年、東海ラジオ） - 火曜パーソナリティ[2]